# Tranbärskvast
Tranbärskvast (Exobasidium oxycocci) är en svampart som beskrevs av Rostr. ex Shear 1907. Tranbärskvast ingår i släktet Exobasidium och familjen Exobasidiaceae.  Arten är reproducerande i Sverige. Inga underarter finns listade i Catalogue of Life.